# Geertruida Wijsmuller-Meijer
Geertruida Wijsmuller-Meijer (Alkmaar, Países Bajos, 21 de abril de 1896-Ámsterdam, 30 de agosto de 1978) fue una luchadora de la resistencia holandesa que puso a salvo a niños y adultos judíos antes y durante la Segunda Guerra Mundial. Junto con otras personas involucradas en el Kindertransport de antes de la guerra, salvó la vida de más de 10.000 niños judíos que huían del antisemitismo. Fue honrada como Justa entre las Naciones por Yad Vashem. Después de la guerra, sirvió en el concejo municipal de Ámsterdam.

## Primeros años de vida
Geertruida Wijsmuller-Meijer, conocida como 'Truus' en su familia, era la primogénita de Jacob Meijer, que trabajaba en una farmacia, y Hendrika Boer, una modista independiente. Durante dos años asistió a la Escuela de Comercio. Sus profesores la describieron como un "caso desesperado", "aunque es diligente". Pero poco a poco las cosas mejoraron. En 1913, la familia se mudó a Ámsterdam. Sus padres le enseñaron a ocuparse de otras personas y, después de la Primera Guerra Mundial, dieron un ejemplo de ayuda a los necesitados acogiendo a un niño austriaco sin hogar.
Un año más tarde consiguió su primer trabajo en un banco, donde conoció a su futuro marido, el banquero J. F. (Joop) Wijsmuller. Se casaron en 1922 y se fueron a vivir a Nassaukade en un apartamento en el tercer piso. Wijsmuller dejó de trabajar, como era habitual en ese momento. Cuando quedó claro que no iban a tener hijos, Wijsmuller se comprometió en el trabajo social. Su esposo la apoyó en todas sus actividades. A partir de 1933 siempre pudieron contar con su asistente, Cietje Hackmann, quien se ocupaba de la administración y cuidaba de los niños, en caso de que los hubiera, cuando Wijsmuller estaba fuera de casa.

## Trabajo social y político
Wijsmuller asumió varios trabajos no remunerados como trabajador social. Por ejemplo, fue coordinadora de una asociación de atención domiciliaria y administradora de una guardería para hijos de mujeres trabajadoras. A partir de 1939 fue miembro de la junta de Beatrix-Oord, un sanatorio en Ámsterdam. Después de la guerra lo hizo convertir en un hospital general, donde también era posible el aborto. Se unió a Vereeniging voor Vrouwenbelangen en Gelijk Staatsburgerschap ("Asociación para los intereses de la mujer y para la igualdad de ciudadanía"). Allí conoció al presidente Mies Boissevain-van Lennep, quien más tarde se convertiría en un luchador de la resistencia.
Además de este trabajo, Wijsmuller fue nominada como el número seis en la lista de candidatos liberales para las elecciones municipales de Ámsterdam en 1935. Debido a la amenaza de guerra, fundó Korps Vrouwelijke Vrijwilligers (KVV; "Cuerpo de Mujeres Voluntarias") en 1938, que dirigió desde su casa. 

## Ayuda a los niños judíos
A partir de 1933, Wijsmuller viajó a Alemania para buscar a familiares de conocidos judíos y llevarlos a salvo a los Países Bajos. Lo hizo durante muchos años más. Después de la Kristallnacht en 1938, le llegaron rumores de que niños judíos vagaban solos por los bosques, por lo que fue a la frontera entre Holanda y Alemania para ver qué estaba pasando allí. Pasó de contrabando a un niño polaco que hablaba yiddish a través de la frontera debajo de sus faldas y lo llevó a Ámsterdam.
El 17 de noviembre de 1938, llevó a su primer grupo de seis niños desde la atestada sala de espera del consulado holandés a un tren, donde algunos pasajeros intentaron bajarlos. Wijsmuller se dio cuenta de que la princesa holandesa Juliana estaba en el cupé anexo al de ella. «Niños, péinense y lávense las manos» y amenazó con llevárselos a los seis a la princesa. Después de  esto los pasajeros se retiraron.

### Encuentro con Eichmann
En noviembre de 1938, el gobierno británico decidió permitir que los niños judíos menores de 17 años de países nazis ingresaran al Reino Unido para una estadía temporal. Varias organizaciones comenzaron a trabajar juntas en el Movimiento de Niños Refugiados (RCM) para cuidar a esos niños.
El 2 de diciembre, Wijsmuller recibió una solicitud para asistir al recién establecido Comité de Niños Holandeses en Ámsterdam. Durante esta visita también estuvo presente Norman Bentwich de Inglaterra, quien le pidió que viajara a Viena para encontrarse con un tal Dr. Eichner, que creían que era el nombre de Adolf Eichmann. Ella partió a Viena el mismo día.
Eichmann era entonces el oficial nazi que organizaba la deportación de los judíos. Se pensó que Wijsmuller, como mujer no judía, podría obtener permiso de los nazis para que los niños pudieran viajaran a Gran Bretaña. "¡Yo no negocio con mujeres!", así saludó Adolf Eichmann a la ayudante de refugiados holandesa. La respuesta de Wijsmuller-Meijer: "No tengo a mi esposo conmigo, ¡tendrá que hablar conmigo!". Wijsmuller se mostró imperturbable y valiente y le dijo por qué había venido. Eichmann terminó diciendo: "¡Increíble, tan puramente aria y tan loca !"  ("Unbelievable, so rein-arisch und dann so verrückt!"). Él respondió dándole permiso para viajar con 600 niños, pero tenía que hacerlo antes del sábado siguiente, en Shabat, una fecha límite que parecía suponer que ella no podría cumplir.
Wijsmuller, reservó primero trenes en la estación. Luego, los familiares de los niños, las organizaciones judías y Wijsmuller lograron que 600 niños salieran de Viena el 10 de diciembre. El viaje desde Viena hasta Hook van Holland duró alrededor de 30 horas. Cien de los niños recibieron refugio en los Países Bajos, mientras que 500 siguieron viaje a Gran Bretaña. En Inglaterra, Wijsmuller estaba en contacto con Lola Hahn-Warburg (presidenta de la RCM), quien le preguntó asombrada: "¿pero a ti solo te enviaron a hablar?", cuando Wijsmuller llegó con los 600 niños. En los Países Bajos cooperó con la trabajadora social Gertrude van Tijn del Comité voor Bijzondere Joodsche Belangen, perteneciente (Comité para los Refugiados Judíos ), Mies Boissevain-van Lennep y muchos otros.
El vigor de Wijsmullers fue alimentado por la forma denigrante en que había visto tratar a los habitantes judíos de Viena. En los Países Bajos, sin embargo, nadie creyó lo que ella refirió.

### Kindertransporte
Desde entonces hasta el estallido de la Segunda Guerra Mundial el 1 de septiembre de 1939, Wijsmuller organizó transportes infantiles con niños de hasta 17 años desde la Alemania nazi y los territorios anexados, principalmente a Gran Bretaña, pero también a los Países Bajos, Bélgica y Francia. Los trenes del sureste llegaban a través de Emmerich los martes y miércoles; los trenes del noreste pasaban por Bentheim los jueves.
Después del primer gran transporte, el trabajo se estructuró mejor y se acordó un máximo de 150 niños por transporte. Varias veces a la semana, Wijsmuller viajaba a Alemania y a los territorios ocupados por los nazis para recoger a los niños y arreglar las cosas en el lugar con los organizadores participantes.
A los niños se les permitía llevar una maleta, 10 marcos alemanes, pero ninguna foto ni objetos de valor. En la mayor parte de los casos, pero no siempre, estaba permitido que acompañantes judíos viajaban con los niños a la frontera del Reino Unido, siempre que luego regresaran. De lo contrario, los transportes habrían terminado. En una ocasión, un grupo de mujeres y niños debilitados, alemanes de los Sudetes, viajó con ellos.
Fue una operación excepcional, realizada con gran apremio, que requirió la cooperación de padres, tutores y varios comités de voluntarios en muchas países y ciudades. Eran principalmente mujeres las que se ocupaban del viaje y el alojamiento de los niños.
Wijsmuller estaba convencida de la urgencia de estos transportes y dio impulso al "Kindertransporte", como se pasó a llamar a las evacuaciones. Mantuvo contactos con todas las partes involucradas en varios países, incluidos los comités principales en Viena, Hamburgo, Frankfurt y Berlín (desde marzo de 1939 en Praga y Dantzig ), así como con las compañías de trenes y barcos.
Siempre llevaba en su bolso un cepillo de dientes, una pastilla de jabón y una toalla, ya que en cualquier momento se le podía pedir que viajara. Wijsmuller asumió la responsabilidad de los documentos de viaje durante los transportes. Dispuso que la policía fronteriza y los controles aduaneros se llevaran a cabo, tanto como fuera posible, en el camino antes de la frontera y bajo su guía (o bajo la de alguna de las otras holandesas), lo cual evitó retrasos.
El 24 de agosto de 1939, Wijsmuller fue recibida en la frontera por una delegación de la Gestapo con una banda de música. Se vio obligada a celebrar con ellos que había cruzado la frontera en Bentheim por quincuagésima vez.
Más tarde se citó a Wijsmuller diciendo que el éxito de la operación se debió principalmente a los comités judíos en Viena, Frankfurt, Hamburgo, Berlín y Breslau (y más tarde en Praga, Dantzig y Riga). Wijsmuller expresó que era un milagro de autodominio por parte de los participantes, considerando el miedo que debían tener enviando a sus hijos al extranjero.
Otras personas, como por ejemplo, Nicholas Winton y Recha Freier también organizaron transportes. Finalmente, 10.000 niños de hasta 17 años se salvaron de una muerte segura al ser transportados en una ruta a través de los Países Bajos hacia Gran Bretaña. Aproximadamente 1800 niños refugiados de países nazis permanecieron en los Países Bajos.
El estallido de la guerra entre Gran Bretaña y Alemania en septiembre de 1939 puso fin a estos transportes, ya que a partir de entonces se cerraron las fronteras con el Reino Unido.

### Niños enBurgerweeshuis
A partir de marzo de 1939, Wijsmuller formó parte de la junta directiva del orfanato Burgerweeshuis de Ámsterdam (ahora el Museo de Ámsterdam ), que comenzó a acoger a los niños refugiados. Wijsmuller y su esposo estaban muy involucrados con los niños,los cuales llegaban en pequeños grupos para pasar la noche en su casa. Joop Wijsmuller los llevaba a pasear, por ejemplo, a Artis, el zoológico de Ámsterdam. Los niños llamaban a Wijsmuller "Tante Truus" (Tía Truus).

### Barcos de refugiados
En junio de 1939, se llevaron a cabo negociaciones internacionales en Amberes entre países europeos sobre la distribución de casi mil refugiados judíos del Saint Louis. Wijsmuller formó parte de la delegación holandesa que abordó el barco y dio la bienvenida a los 181 refugiados a su llegada a los Países Bajos. En julio de 1939, Wijsmuller participó en la partida de niños en el carguero Dora, que finalmente atracó con 450 refugiados en Palestina, entonces mandato inglés.

### Últimos viajes desde la frontera alemana
La movilización bélica interrumpió el tráfico de trenes y la frontera en Bentheim fue cerrada. El 31 de agosto, le comunicaron a Wijsmuller que un grupo de niños de la Youth Aliyah estaba varado en Kleve. Organizó los documentos de viaje, recogió a los niños en autobuses y los llevó a un barco en Hoek van Holland.
El 1 de septiembre recibió una llamada telefónica de Alemania, informádole que niños ortodoxos estaban también varados en la estación de Kleve. Los Ferrocarriles Holandeses organizaron un tren para ella, que constaba de vagones restaurante. En la estación de Kleve también encontró un grupo de 300 hombres ortodoxos de Galicia. Wijsmuller les dijo a los alemanes que "después de todo, estos también son niños", y obtuvo permiso para que se fueran. Fue el último grupo en abandonar el territorio nazi a través de Vlissingen hacia Inglaterra.
En noviembre y diciembre de 1939 recogió regularmente refugiados judíos (de Viena y otros lugares) en Bentheim  que tenían papeles para emigrar a los Estados Unidos. Salieron con la Holland America Line desde Róterdam.

### Viajes a Inglaterra y el sur de Francia
Desde septiembre de 1939 hasta mayo de 1940, Wijsmuller ayudó a niños y adultos judíos varados en los Países Bajos, Bélgica, Dinamarca y Suecia. Viajó con ellos a Inglaterra, a las partes no ocupadas de Francia, y a España. En Dinamarca organizó un avión y gasolina para los refugiados. En estos viajes (en avión a Ámsterdam y de Ámsterdam en avión a Inglaterra, y en tren a Marsella) acompañó a los refugiados. Wijsmuller se ocupó permanentemente de los documentos de viaje necesarios, que eran muy difíciles de obtener.
Wijsmuller fue descrita como un directora de viaje nata, ] capaz de tranquilizar a los refugiados y descubrir a los niños talentosos a bordo para cantar, recitar y actuar durante el largo viaje en tren. Desde Marsella, la gente viajó en barco para tratar de llegar a Palestina.
En noviembre de 1939, los franceses arrestaron y molestaron a Wijsmuller en Marsella, sospechando que era la espía alemana "Erika". Por falta de pruebas tuvo que ser liberada.

### Los niños deBurgerweeshuisa Inglaterra
El 10 de mayo de 1940, Wijsmuller estaba en París para llevarse a un niño cuando se enteró de la invasión alemana de los Países Bajos. A los tres días viajó de regreso a Ámsterdam, donde inmediatamente fue arrestada e interrogada por la policía holandesa, bajo sospecha de espionaje. Después de su liberación, fue al orfanato Burgerweeshuis para ver a los niños. El comandante de la guarnición local le pasó una solicitud desde Londres para que los niños judíos del orfanato viajaran lo más rápido posible a la ciudad costera de IJmuiden para que pudieran tomar un barco a Inglaterra a tiempo.
Wijsmuller llevó consigo a tantos niños como pudo, trayendo un total de 74 al último barco que zarpó del puerto, el "SS Bodegraven". Minutos después el gobierno holandés se rindió a las fuerzas nazis. El Bodegraven zarpó rumbo a Inglaterra, pero debido a la nacionalidad alemana de los niños, en un principio no se les permitió desembarcar. Finalmente, la nave amarró el 19 de mayo en Liverpool.
Los niños pasaron la guerra con familias adoptivas y en diversas instituciones en Inglaterra. Wijsmuller decidió quedarse en los Países Bajos, ya que quería estar con su esposo y además descubrió que había más trabajo para ella.

### Más ayuda en tiempo de guerra
Tras la capitulación de los Países Bajos, Wijsmuller viajó a Bruselas, donde consultó con la Cruz Roja y el Comité Infantil Belga. En París también tuvo contacto con la Cruz Roja Francesa y con la OSE (Oeuvre Secours aux Enfants), una organización judía de ayuda a los niños. Durante este período, Wijsmuller se dedicó a unir familias: llevó niños a sus padres, que habían escapado a Bélgica y Francia. A su regreso, trajo consigo a niños cuyos padres permanecieron en los Países Bajos. A veces llevó niños a sus padres en Alemania. Alojó a los hijos de mujeres judías, poco después del nacimiento, con familias seguras . En Bruselas se puso en contacto con Benno M. Nijkerk, un hombre de negocios holandés-belga. Acordaron llevar tantos niños como fuera posible al sur, legal o ilegalmente.
Nijkerk había hecho falsificar documentos de identidad en Bruselas. Fue el tesorero del "Comité de Defense des Juifs ", un grupo de resistencia judío belga. Más tarde se convirtió en miembro de " Holanda-París", que era una red clandestina de la resistencia holandesa, belga y francesa. Wijsmuller pasó de contrabando las tarjetas de identidad falsas con información sobre la ruta de escape a Holanda. Este trabajo continuó hasta al menos 1943.
En junio de 1943 viajó por última vez con niños judíos con dirección a la frontera española.

### Ayuda con la Cruz Roja de Ámsterdam en Francia
Con la Cruz Roja de Ámsterdam viajó con alimentos y medicinas a los campos de refugiados de Gurs y St. Cyprien en el sur de Francia. La financiación fue organizada en parte por Wijsmuller. Obtuvo los permisos de viaje y pasaje alemanes requeridos a través de la Cruz Roja belga y la holandesa. Siempre que era posible, llevaba niños judíos y los pasaba de contrabando a la Francia de Vichy o a España. Esta ayuda llegó a su fin en febrero de 1941, cuando la Cruz Roja holandesa rescindió sus permisos de viaje después de que Wijsmuller criticara a su representante en París.

### Viajes a España
Desde mayo de 1941 hasta junio de 1942, Wijsmuller estuvo involucrada con refugiados en nombre de la agencia Hoymans & Schuurman y otras partes interesadas. A pedido de las SS, Wijsmuller funcionó como enlace entre las SS, los holandeses judíos y la agencia. Acompañó a grupos que todavía tenían permiso de los nazis -teniendo que pagarles mucho dinero- para salir de Europa a través de España y Portugal. La condición de Wijsmullers para cooperar era que los niños judíos pudieran viajar gratis. Con esto ayudó a poner a salvo a unas 150 personas. Los viajes a España continuaron después de mayo de 1942. Gracias al esfuerzo de varias personas involucradas un total de 341 personas escaparon de los nazis.

### Contactos con nazis
Con los nazis, Wijsmuller tenía contactos tanto altos como bajos, que empleó para lograr sus objetivos. Por ejemplo, recibió documentos de viaje para que los niños judíos salieran del país de un empleado de la Gestapo, que creía que los niños debían estar con sus familias. Antes había aceptado su invitación para tomar una copa con él en una terraza de Ámsterdam. La vio andar por la calle y la reconoció. Anteriormente había sido funcionario fronterizo durante el "Kindertransport".
En mayo de 1941, el SS Rajakowitsch la llamó a La Haya. Tuvo que describir lo que estaba haciendo y dejar de aportar ayuda, de lo contrario, sería su fin. Wijsmuller fingió ignorancia y no comprender la gravedad de la situación.
Wijsmuller luego elogió a los oficiales alemanes por ayudarla en situaciones extremas.

### Ayuda a los soldados franceses
Desde 1941 hasta junio de 1942 organizó ayuda para los soldados franceses que querían huir. A petición de Nijkerks se puso en contacto con un alemán al otro lado de la frontera holandesa. Proporcionó con otras personas ropa de civil, una ruta de escape y un refugio en ,. Allí los soldados tenían que decir que eran de "Madame Odi", el alias de Wijsmuller.

### Arresto
En mayo de 1942, Wijsmuller fue arrestada y puesta bajo custodia en la prisión de Amstelveenseweg en Ámsterdam. La Gestapo sospechaba que estaba ayudando a los refugiados judíos a huir de los Países Bajos a Francia y Suiza. Un grupo de judíos y los que los apoyaban fueron arrestados en su escondite en Nispen. Wijsmuller les había proporcionado documentos de identidad falsos y rutas de escape, que había pasado de contrabando desde Bruselas a los Países Bajos. Pero los refugiados sólo conocían su seudónimo "Madame Odi". Su esposo vino a declarar su inocencia ante los nazis. Wijsmuller fue puesta en libertad unos días después por falta de pruebas. Se mantuvo en contacto con Nijkerk. A partir de fines de 1943 viajar al extranjero se hizo imposible.

### Ayuda alimentaria
Desde 1942, Wijsmuller fue también miembro del Grupo 2000, un grupo de resistencia dirigido por Jacoba van Tongeren. Su cargo era de jefe de  servicios de la Cruz Roja y se centró en enviar paquetes de comida. Todos los niños de Westerbork recibieron un paquete en la Navidad de 1943. Después de eso, Wijsmuller trabajó tres días a la semana con otras personas en la Nieuwe Kerk para preparar y enviar paquetes de comida, primero a la gente de Westerbork, y de febrero a septiembre de 1944 a la gente de los campos de concentración de Bergen-Belsen y Theresienstadt. Se enviaron un total de 7000 paquetes por nombre. ".....pero es gracias a la Sra. Wijsmuller que este trabajo ha tomado tal vuelo". La gente también llevó comida a su casa para distribuirla. Un vendedor de huevos de Landsmeer le traía alrededor de 1000 huevos de pato cada semana. Wijsmuller luego los entregaba a hogares de ancianos y hospitales en la ciudad. Llamó a este trabajo el "negocio alimentario".

### Niños de Westerbork
En septiembre de 1944, Wijsmuller descubrió que 50 "huérfanos" (niños judíos llevados sin sus padres) de Westerbork serían deportados. Ella regularmente había llevado comida a varios de estos niños en Ámsterdam al Huis van Bewaring (casa de detención). Alarmada por esta noticia, se conectó con los nazis. Afirmó que sabía que estos niños no eran judíos, sino que nacieron de madres holandesas no judías y soldados alemanes. Según la ley, estos niños eran holandeses. Para probar su punto, mostró un billete holandés que ella misma había fabricado. Ella insistió en un "tratamiento especial" para los niño, los niños cuales viajaron a Theresienstadt, permanecieron juntos como grupo y regresaron después de la guerra.

## Hambruna
El hambre se convirtió en un problema grave en las ciudades holandesas. Cuando ya no fue posible enviar paquetes de comida a los campos, Wijsmuller, como miembro de un grupo interconfesional, organizó la evacuación de 6.649 niños hambrientos desde Ámsterdam a través del IJsselmeer hacia el campo. Los niños pudieron recuperarse allí.
El 7 de abril de 1945, la policía de Ámsterdam informó a Wijsmuller que 120 soldados aliados estaban detenidos en un monasterio en Aalsmeer. Estaban en mal estado. Queriendo ayudar, Wijsmuller fue en bicicleta a Aalsmeer, la primera vez con medicación, y logró entrar. Amenazó a los alemanes con que podrían ser acusados después de la guerra. Inmediatamente después de la capitulación de Alemania, Wijsmuller buscó contacto con los alemanes en Utrecht, quienes la conocían por su apodo "die verrückte Frau Wijsmuller"  ("la loca Sra. Wijsmuller") debido a su ayuda a los judíos. La remitieron a los canadienses en Hilversum, los cuales enviaron vehículos para recoger a los soldados.

## Después de la Segunda Guerra Mundial

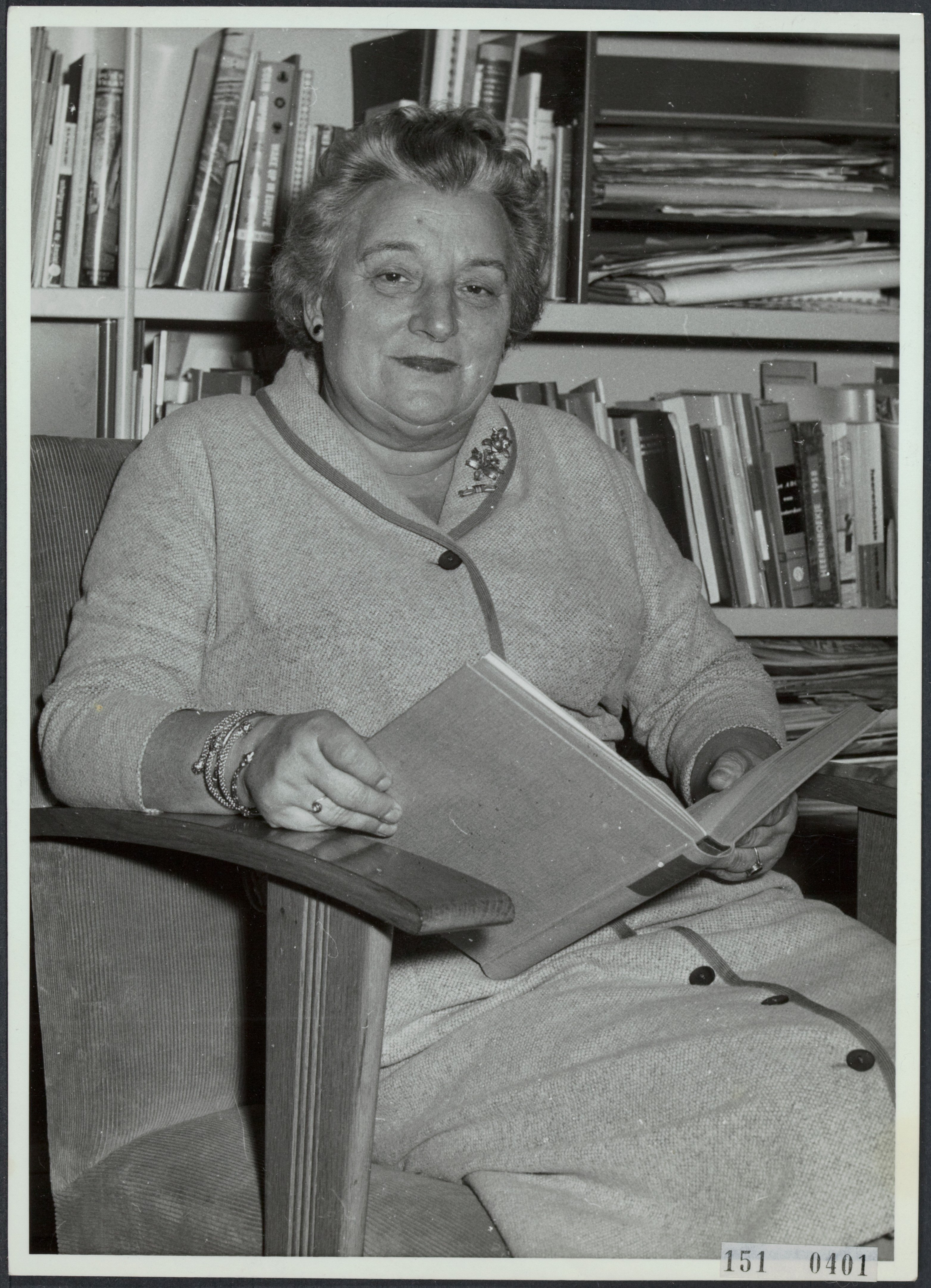
Wijsmuller después de la Segunda Guerra Mundial

Después de la guerra, Wijsmuller rastreó a los niños desplazados en Alemania, como miembro número uno de la KVV y como empleada de la UNRRA (un precursor de la ONU). A esto le siguió la organización de viajes de niños desnutridos de los Países Bajos a Inglaterra, Suiza y Dinamarca. Desde 1945 hasta 1966, fue miembro del consejo de la ciudad de Ámsterdam por el partido liberal (VVD). Estuvo involucrada en trabajo social y en muchos proyectos sociales en los Países Bajos y en el extranjero.
Pronto estuvo en unas 12 juntas y comités. Por ejemplo, participó en la creación de lugares de trabajo para discapacitados en Ámsterdam y en la fundación de un hospital en Surinam. Fue una de las fundadoras y miembro de la junta directiva de la Casa de Ana Frank. Muchos de los niños judíos descubrieron que sus padres no habían sobrevivido al Holocausto, pero algunos pudieron reunierse con sus familias. Hasta su muerte, Wijsmuller se mantuvo en contacto con los niños que salvó, desde Enkhuizen hasta Inglaterra e Israel.
Joop Wijsmuller murió el 31 de diciembre de 1964. Cietje Hackman vivió junto con Wijsmuller hasta su muerte el 30 de agosto de 1978. Wijsmuller donó su cuerpo para la investigación científica.
En un anuncio posterior a su muerte, se la describió como la "Madre de 1001 niños, que hizo su trabajo salvando a los niños judíos".

## Memorias de Wijsmuller
Wijsmuller ha sido descrita y recordada como una personalidad impresionante, una dama con una voz potente y alguien que irradiaba calidez y energía. Era una mujer resoluta, práctica y con un gran corazón para los niños. Muy descarada pero nunca grosera. Era capaz de convencer gente, incluso abrumarlos con su audacia. Podía improvisar en situaciones graves, negociar y sobornar cuando fera necesario. Tenía talento para la creación de redes y la organización. Prefería trabajar sola, ya que lo consideraba más seguro y jamás aceptó dinero por su trabajo.
En los meses y años que siguieron al estallido de la guerra, nunca dejó de ir a donde hubiera trabajo que hacer.
En los años de la posguerra también se caracterizó por ser una mujer testaruda y dominante, y, en retrospectiva, como una aventurera. En Ámsterdam la apodaron tanto "tante Truus/Tía Truus" como "aplanadora".

## Monumentos
- Una escultura de ella, realizada por Herman Diederik Janzen, se inauguró en 1965 en el sanatorio "Beatrixoord" de Ámsterdam. En el pedestal está tallado: "G. Wijsmuller-Meijer, miembro del Ayuntamiento de Ámsterdam 1945-1966. Bellatrix, Vigilans, Beatriz". Cuando se cerró "Beatrixoord", Wijsmuller se llevó la estatua a casa. Después de su muerte en 1978, se restableció en el Bachplein en Ámsterdam. Una placa al pie mencionaba: "Madre de 1001 niños, que hizo del rescate de niños judíos el trabajo de su vida". En 2019 se colocó una nueva placa con información sobre su labor salvadora antes y durante la guerra y las medallas que recibió.[51]
- El 30 de noviembre de 2011, el alcalde Aboutaleb inauguró un monumento en Hook of Holland, en conmemoración de los 10.000 niños judíos que partieron hacia Inglaterra desde allí.[52] El monumento fue diseñado por Frank Meisler, uno de los niños de los transportes, que realizó otros cuatro monumentos que se encuentran en Gdańsk (2009), Berlín (2008), Londres (2006) y Hamburgo (2015).
- Varias calles llevan su nombre en Ámsterdam, Gouda, Leiden, Pijnacker, Coevorden y Alkmaar . En Leiden un túnel lleva su nombre.
- En Ámsterdam el puente número 793 lleva su nombre Truus Wijsmullerbrug.[53]
- El asteroide número 15296 se llama "Tante Truus" ("Tía Truus") en su honor.
- El 8 de marzo de 2020 se estrenó "Truus' Children", un documental de Pamela Sturhoofd y Jessica van Tijn de " Es una oda a Wijsmuller, con entrevistas a más de 20 niños que ella salvó 80 años antes.[54][55]
- Una estatua de Truus Wijsmuller y los "1001 niños" que ayudó a salvar se inauguró el 1 de julio de 2020 en su ciudad natal de Alkmaar . El homenaje fue una iniciativa de la Sociedad Histórica de Alkmaar. La estatua fue realizada por Annet Terberg-Pompe y Lea Wijnhoven.[56]

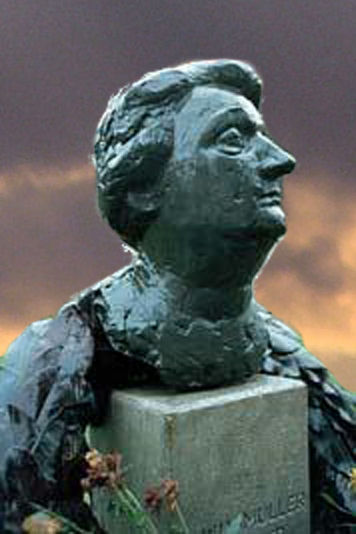
Estatua Truus Wijsmuller en Ámsterdam
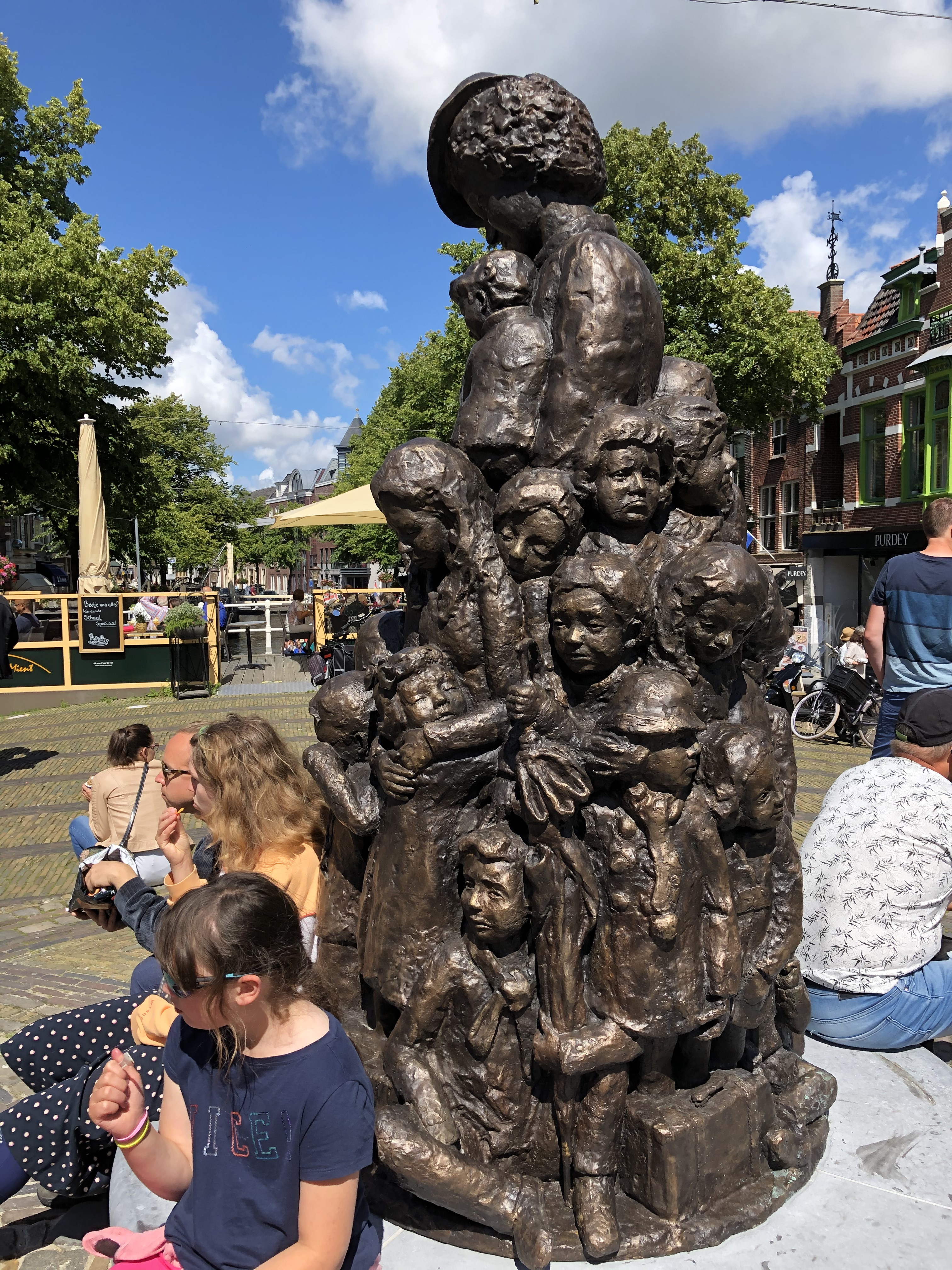
Estatua de Truus Wijsmulller en Alkmaar

## Distinciones
- Caballero de la Orden de Orange Nassau, 21-04-1955 por su trabajo social en Ámsterdam,
- Medalla de gratitud francesa (Reconnaissance Francaise), medalla de plata por su ayuda a los soldados franceses
- Medallas de la Cruz Roja holandesa y alemana
- ANV-Visser Neerlandiaprijs en 1962 por ayudar a los niños judíos
- Justos entre las Naciones en 1966
- Árbol Truus Wijsmuller en Yad Vashem en 1966
- Oficial de la Orden de Orange Nassau 19-04-1971 como tesorera del Koningin Wilhelmina Fonds
- Ciudadana de honor de Ámsterdam (Medalla de plata), abril de 1971, por su trabajo por la ciudad

## Literatura
- - NIOD Institute for War, Holocaust and Genocide Studies, archiefcollectie 299,  1934 A, Documentatie I, G. (Truus) Wijsmuller-Meijer, "Archieven Yad Vashem, Copie," Verslag van een op grammofoonplaten opgenomen gesprek van mw Wijsmuller-Meijer", 114 pagina's, ongedateerd/ (engl. Archives Yad Vashem  "Report of a conversation recorded on gramophone records from Mrs Wijsmuller -Meijer", undated, 114 pages), and :  Documentatie 2 G. Wijsmuller -Meijer, Artikelen 42,  1957–1971,  e.g. "Tante Truus een reuze vrouw", (engl. "Aunt Truus a giant woman") Rogier van Aerde, "Margriet" 04-05-1979
  - NIOD Library, D 'Aulnis, Madelon, "Joodse kinderen op reis naar de vrijheid 1938-1943",- Truus Wijsmullers' werkzaamheden voor gezinsvereniging in en emigratie uit West-Europa- (ongepubliceerde) afstudeerscriptie nieuwe geschiedenis UvA, 1987 (engl. "Jewish children on a journey to freedom 1938-1943"-  Truus Wijsmullers' work for family reunification in and emigration from Western Europe-  Unpublished graduation thesis University of Ámsterdam, New History, 1987)
  - Archief Raadsgriffie Gemeente Ámsterdam, enkele artikelen/verslagen (engl Archives Council registry of the municipality of Ámsterdam/ some articles and reports)
  - nl 934, Geertruida Wijsmuller-Meijer, 1 (trouwboekje 1899 en 1922), 2,3,19 (engl City Archives of Ámsterdam, marriage certificate 1899 and 1922)
  - nl, geboorteakte Geertruida Meijer, gezinskaart Jacob Meijer, Archief Handelsschool (Hogere) HBS-A 1911-1912 en 1912–1913, (engl. Regional Archive of Alkmaar, birth certificate and family card, and Trade School Archives, Records 1911-1912 and 1912–1913)
  - Barley, Ann, "Patrick calls me mother", 1948, Harper & Brothers, New York
  - Boas, Henriëtte,  "Het begon in november 1938", - Een interview met mw. Wijsmuller in vijf afleveringen- , Nieuw Israëlietisch Weekblad 12-12-1952, 02-01-1953,16-01-1953, 30-01-1953, 06-02-1953 (engl. It started in 1938 - An interview with mrs Wijsmuller in 5 episodes- Nieuw Israëlietisch Weekblad 12-12-1952, 02-01-1953, 16-01-1953, 30-01-1953, 06-02-1953)
  - By the journalist L..C.Vrooland, Truus Wijsmuller-Meijer: "Geen tijd voor tranen" (No time for tears ),. Ámsterdam 1961 (auto)(biography), and Tweede druk 1963 Emmanuel Querido Uitgeverij NV Ámsterdam
  - Presser, J. "De ondergang", deel I, Staatsuitgeverij 's Gravenhage 1977, ISBN 90-12-01804-8 pag. 12 (engl "The downfall", part I)
  - Madelon d'Aulnis, 'So reinarisch und dann so verrückt', Ons Ámsterdam, mei 1993, page 121-124 (engl "So pure Aryan and then so crazy")
  - Mark Jonathan Harris and Deborah Oppenheimer,  2000 "Into the arms of strangers" , Warner Bros, ISBN 0-7475-5092-1
  - Miriam Keesing, "De kinderen van tante Truus", Dagblad Het Parool, 1 mei 2010 (http://www.dokin.nl/publications/het-parool-children-of-tante-truus)
  - Bernard Wasserstein, 2013 "Gertrude van Tijn en het lot van de Nederlandse Joden", Nieuw Ámsterdam Uitgevers ISBN 0-7475-5092-1, (engl Bernard Wasserstein "The ambiguity of virtue"- Gertrude van Tijn and the fate of the Dutch Jews, 2014. Harvard University Press, ISBN 978-0-674-28138-7
  - Lida Boukris-Jong "Truus Wijsmuller - een vrouw uit duizenden- ",(engl "A woman in a thousand") Tijdschrift  "Oud Alkmaar", jaargang 39, nr 2 2015, pag. 39-45
  - Paul van Tongeren "Jacoba van Tongeren en de onbekende verzetshelden van groep 2000" Uitgeverij Aspekt, Ámsterdam 2015 ISBN 978-94-6153-483-5 9 (engl "Jacoba van Tongeren and the unknown resistance heroes of group 2000")
  - Megan Koreman, "Gewone helden" - De Dutch Paris ontsnappingslijn 1942–1945, (engl "Ordinairy heroes"-The Dutch-Paris escape line- , Uitgeverij Boom, Ámsterdam 2016 ISBN 978-90-5875-556-8)
  - David de Leeuw: 'De kinderen van Truus',(engl "Truus'children",  In:  Nieuw Israëlietisch Weekblad 04-08 2017  nr 39, page 20–25
  - "Truus Wijsmuller-Meijer, a forgotten heroine", www.dokin.nl (2017)
  - Kanselarij der Nederlandse Orden (engl Chancery of the Dutch Orders)